# جيسي إدواردز
جيسي إدواردز (بالإنجليزية: Jesse Edwards)‏ هو شخصية أعمال أمريكي، ولد في 18 فبراير 1849، وتوفي في 16 ديسمبر 1924 في نيوبيرغ في الولايات المتحدة.